# Ras ben Sakka
Ras ben Sakka (arabisk for "Kap Ben Sakka"), spidsen af Kap Angela i det nordlige Tunesien, er det nordligste punkt på det afrikanske kontinent.
Det ligger 15 km fra Bizerte og 22 km nordøst for verdensarvsstedet Ichkeulsøen.
Det ligger kun 950 vest for Kap Blanc ("Kap Hvid"; arabisk: Ras al-Abyad ), som også ofte (fejlagtigt) beskrives som Afrikas nordspids. Ras ben Sakka når omkring 30 meter længere mod nord end Kap Blanc.
|          |
| Monument |

|          |
| Monument |